# Аткинс, Ронни
Пол Кристенсен (англ. Paul Christensen; род. 16 ноября 1964), более известный под псевдонимом Ронни Аткинс (англ. Ronnie Atkins) — датский певец.  Основатель, лидер, вокалист и автор песен группы Pretty Maids.
Аткинс был соучредителем Pretty Maids в Хорсенсе, Дания, в 1981 году. Pretty Maids выпустили шестнадцать студийных альбомов, четыре концертных альбома и четыре расширенных альбома.

## Биография
Родился 16 ноября 1964 года.
В 1981 году вместе со своим другом Кеннетом Хансеном основал группу Pretty Maids. Изначально группа была задумана только как кавер-группа, но уже в 1982 году выпустила демо-запись с собственными песнями. Группа получила контракт на запись в Англии на андеграундном лейбле, откуда и пришли звучащие по-английски псевдонимы. В 1984 году вышел первый альбом Red, Hot and Heavy. За более чем 30-летний творческий период группа выпустила уже 13 студийных альбомов.
10 января 2013 года Тобиас Саммет объявил, что Ронни Аткинс выступит на шестом студийном альбоме металлической оперы Avantasia The Mystery of Time.
28 февраля Тобиас Саммет объявил, что Ронни Аткинс присоединится к Avantasia в туре.
Аткинс выпустил свой первый сольный альбом, One Shot, в 2021 году, за которым последовал его второй альбом, Make It Count, выпущенный в 2022 году.

## Личная жизнь
У Аткинса был диагностирован рак лёгких в 2019 году. Он прошёл по меньшей мере 33 курса лучевой и четыре курса химиотерапии, прежде чем был объявлен свободным от рака. Болезнь вернулась в 2021 году на 4 стадии.

## Дискография

### Студийные альбомы
- One Shot (2021)
- Make It Count (2022)
- Trinity (2023)

### Расширенные пьесы
- 4 More Shots (2021)
- Symphomaniac (2022)